# Laško község
Laško község (szlovén nyelven Občina Laško) Szlovénia 212 alapfokú közigazgatási egységének, azaz községének egyike a Savinjska statisztikai régióban. Adminisztratív központja Laško város. A község a történelmi szlovén Stájerország (Štajersko) régió része. 

## A községhez tartozó települések
A községhez Laško székhelyen kívül a következő települések tartoznak:
- Belovo
- Blatni Vrh
- Brezno
- Brodnice
- Brstnik
- Brstovnica
- Bukovca
- Curnovec
- Debro
- Doblatina
- Dol pri Laškem
- Gabrno
- Globoko
- Govce
- Gozdec
- Gračnica
- Harje
- Huda Jama
- Jagoče
- Jurklošter
- Kladje
- Klenovo
- Konc
- Kuretno
- Lahomno
- Lahomšek
- Lahov Graben
- Laška Vas
- Laziše
- Leskovca
- Lipni Dol
- Lokavec
- Lože
- Mačkovec
- Mala Breza
- Male Grahovše
- Marija Gradec
- Marijina Vas
- Modrič
- Mrzlo Polje
- Obrežje pri Zidanem Mostu
- Ojstro
- Olešče
- Padež
- Paneče
- Plazovje
- Polana
- Povčeno
- Požnica
- Radoblje
- Reka
- Rifengozd
- Rimske Toplice
- Sedraž
- Selo nad Laškim
- Senožete
- Šentrupert
- Sevce
- Širje
- Škofce
- Slivno
- Šmihel
- Šmohor
- Spodnja Rečica
- Stopce
- Strensko
- Strmca
- Suhadol
- Tevče
- Tovsto
- Trnov Hrib
- Trnovo
- Trobni Dol
- Trojno
- Udmat
- Velike Gorelce
- Velike Grahovše
- Veliko Širje
- Vodiško
- Vrh nad Laškim
- Zabrež
- Zgornja Rečica
- Zidani Most
- Žigon

## Népesség
| Lakosok száma | 13 848 | 13 701 | 13 550 | 13 506 | 13 409 | 13 260 | 13 156 | 13 145 | 13 023 | 13 085 |
|               | 2008   | 2009   | 2011   | 2012   | 2013   | 2015   | 2016   | 2017   | 2019   | 2020   |